# Elymus kaschgaricus
Elymus kaschgaricus är en gräsart som beskrevs av Da Fang Cui. Elymus kaschgaricus ingår i släktet elmar, och familjen gräs. Inga underarter finns listade i Catalogue of Life.